# Law & Order: Criminal Intent (seizoen 8)
Dit artikel vat het achtste seizoen van Law & Order: Criminal Intent samen.

## Hoofdrollen
- Vincent D'Onofrio - rechercheur Robert Goren
- Jeff Goldblum - rechercheur Zack Nichols
- Kathryn Erbe - rechercheur Alexandra Eames
- Julianne Nicholson - rechercheur Megan Wheeler
- Eric Bogosian - hoofd recherche Danny Ross

## Terugkerende rollen
- Leslie Hendrix - dr. Elizabeth Rodgers

## Afleveringen
| Nr. | Aflevering | Titel                 | Regisseur        | Schrijver(s)                  | Selectie gastrollen | Uitzenddatum    |  |
| --- | ---------- | --------------------- | ---------------- | ----------------------------- | --- | --------------- |  |
| 156 | 1          | Playing Dead          | Michael Smith    | Antoinette Stella             | Otto Sanchez - rechercheur Gonzo Ruiz Traci Godfrey - rechercheur Agnes Farley Scott Cohen - Neil Hayes-Fitzgerald Betty Gilpin - Stacey Hayes-Fitzgerald Kathy Baker - Camille Hayes-Fitzgerald Alexandra Neil - Josie Hayes-Fitzgerald Brian Tarantina - Johnny Di Rogga | 19 april 2009   |  |
| Wanneer Stacy Hayes-Fitzgerald en haar vriend Rick Siebert worden neergeschoten gaan Goren en Eames op onderzoek uit. De twee slachtoffers waren drugsverslaafd en Stacey is een stiefdochter van Neil Hayes-Fitzgerald, een politicus die in de running is voor de post van burgemeester, en werd gechanteerd door Rick en zijn stiefdochter. Rick werd gedood tijdens de aanslag en Stacy overleefde het door zich dood te houden, zij werd gevonden door haar moeder Josie. Nadat Stacy uit het ziekenhuis wordt ontslagen gaat zij naar huis en kort daarna doet zij een zelfmoordpoging. Goren ondervraagt haar, waarbij het hem opvalt dat zij anders reageert als Neil in de buurt is. Hierop vraagt Goren aan Stacy of zij door hem seksueel misbruikt is. Stacy zweert dat dit niet het geval is, maar Goren ontdekt dat het gezin tijdens de middelbareschooltijd van Stacy een jaar lang in Zwitserland heeft gewoond. Tevens ontdekt Goren dat de jonger zus van Stacy, Sophie, in werkelijkheid haar dochter is met Neil. Als de rechercheurs Neil en zijn moeder Camille ondervragen, wordt duidelijk dat Camille Rick heeft vermoord. Dit omdat Rick het familiegeheim naar buiten dreigde te brengen, wat niet mocht gebeuren omdat Neil burgemeester wil worden. |            |                       |                  |                               | |                 |  |
| 157 | 2          | Rock Star             | Bill D'Elia      | Ed Zuckerman                  | Ashton Holmes - Hank Gillian Jacobs - Sue Smith Brandon Victor Dixon - Dix Josiah Early - Rafe Shaver Bryan Fenkart - Theodore 'Teeter' Kenright Diana Ruppe - Helen Daniel Gerroll - Philip                                                                               | 26 april 2009   |  |
| Wanneer een opkomende muzikant vermoord wordt gevonden gaan Wheeler en, haar nieuwe partner, rechercheur Zack Nichols op onderzoek uit. Tijdens hun onderzoek komen zij etnische onrust tegen, en een buurtgenoot van het slachtoffer wordt dood gevonden nadat hij in een liftschacht is gegooid. Nu moeten zij onderzoeken of dit een aparte zaak is of dat zij in verbinding staan. En als zij met elkaar te maken hebben, wie is dan de dader. |            |                       |                  |                               | |                 |  |
| 158 | 3          | Identity Crisis       | Michael Smith    | Pamela Wechsler               | Sam Trammell - Gray Vanderhoven Jenny Powers - Lucretia Vanderhoven Mireille Enos - Julianna Morgan Michael Hobbs - Cam Morgan Lacey Kohl - Mavis Rightmire Peter Van Wagner - Cal Howard                                                                                  | 3 mei 2009      |  |
| Twintig jaar geleden sterft een schizofrene moeder van twee broers, Anthony en Tommy, door elektrocutie in de badkuip. Als eerste werden de twee broers ondervraagd, Anthony vertelde de politie dat hij Tommy een elektrische kachel in de badkuip zag gooien. Hierop werden zij uit elkaar gehaald en in pleeggezinnen geplaatst. Twintig jaar later komen de broers elkaar weer voor het eerst tegen en Tommy schiet dan zijn broer Anthony dood. Goren en Eames worden op de zaak gezet, en tijdens het medisch onderzoek door Dr. Rodgers horen zij van haar dat Anthony leed aan maligne lymfoom en stervende was. Ondertussen ontdekken de rechercheurs dat Tommy een mysterieus leven leidde; hij beweert dat hij afgestudeerd is aan de Princeton-universiteit en nam talloze valse identiteiten aan. Hij huurt momenteel een huis op Nantucket onder de naam Tyler Chisholm, en de dochter van de huiseigenaar heeft een oogje op hem. De huiseigenaar vertrouwt hem niet en controleert zijn huurder, de uitkomst van het onderzoek wordt aan de rechercheurs doorgegeven. De rechercheurs reizen af naar Nantucket en vinden daar Tommy. Zij arresteren hem en nemen hem mee terug naar New York. Terug in New York ondervraagt Eames de dochter van de huisbaas, en vraagt haar of zij iets vreemds had opgemerkt aan Tommy. Zij vertelt dan dat zij Tommy een keer iets in het water heeft zien gooien en lang bleef nastaren. Goren ondervraagt dan Tommy en hij verklaart dat hij niet terugkeerde om oude herinneringen op te halen, maar om het goed te maken met Anthony, omdat hij stervende was. |            |                       |                  |                               | |                 |  |
| 159 | 4          | In Treatment          | Jean de Segonzac | Timothy J. Lea                | Norbert Leo Butz - Archie Beuliss Alexa Havins - Elaine Beuliss Dennis Boutsikaris - dr. Ernst Wass Stevens - Ron Hemmings Ronald Guttman - Emcee | 10 mei 2009     |  |
| Wanneer een Wall Street directeur wordt vermoord tijdens een gala gaan Nichols en Wheeler op onderzoek uit. Zij vermoeden dat het bedrijf van het slachtoffer er meer mee te maken heeft dan dat zijzelf toegeven. Tijdens het onderzoek ontdekken zij dat het nieuws van een zakkend aandeel, wat meer zakte na het nieuws van fraudeonderzoek, verbonden is met de moord. Hun onderzoek leidt hen naar een kliniek, waar hun hoofdverdachte onder behandeling is van een controlerende psychiater. |            |                       |                  |                               | |                 |  |
| 160 | 5          | Faithfully            | Jean de Segonzac | Antoinette Stella             | Janel Moloney - Allison Wyler Leland Orser - dominee Wyler Katheryn Winnick - Carrie Conlon Robert Farrior - dr. Ryan Conlon Will Rogers - Kevin Paxton | 17 mei 2009     |  |
| Wanneer een beroemde dokter in zijn luxe huis wordt vermoord terwijl zijn vrouw vastgebonden zat, gaan Goren en Eames op onderzoek uit. Het onderzoek leidt hen naar een kerk die het slachtoffer regelmatig bezocht. Zij denken dat de dominee meer van de moord weet dan dat hij tegen de rechercheurs verteld. Als zij de vrouw van de dominee ondervragen, een voormalig logopediste, komen zij uit bij een van haar patiënten die zij onder behandeling had op jonge leeftijd. Terwijl zij overtuigd zijn van zijn schuld zijn ze perplex als hij ineens zelfmoord pleegt. Dan komen zij bij de vrouw van het slachtoffer, die bij de moord betrokken blijkt te zijn door een bandopname. Dan blijkt ineens de vrouw van de dominee een affaire had met een patiënt en hem zo had gemanipuleerd dat hij de dokter heeft vermoord. Als de dominee hiervan op de hoogte wordt gesteld besluit hij zijn vrouw te verlaten. |            |                       |                  |                               | |                 |  |
| 161 | 6          | Astoria Helen         | Norberto Barba   | Timothy J. Lea                | Mia Barron - forensisch onderzoeker Domenick Lombardozzi - Frank Stroup Creighton James - Joe Gallagher Anne O'Sullivan - Mary Gallagher Arija Bareikis - Helen Bramer | 31 mei 2009     |  |
| Wanneer iemand komt te overlijden door een bomexplosie gaan Nichols en Wheeler op onderzoek uit. Zij ontdekken dat het slachtoffer een misdaadpartner was van de charmante oplichter Joe Callagher. Joe was bezig om een eenzame vrijgezelle moeder, genaamd Helen Bramer, te versieren. Helen werkt bij een bedrijf dat geldauto's bestuurt, en Joe was van plan om een geldauto te overvallen. Als tijdens hun onderzoek een zekere Frank Stroup wordt neergeschoten, worden Joe en Helen de hoofdverdachten. Dan wordt Kevin, de zoon van Helen, ontvoerd door Frank. Om hem te redden moet Nichols zichzelf in de ontvoering mengen. |            |                       |                  |                               | |                 |  |
| 162 | 7          | Folie à Deux          | David Manson     | Michael S. Chernuchin         | Piper Perabo - Calista Haslum Luke Kirby - Andre Haslum Ali Marsh - Celia Sharon Washington - voormalig medewerkster van Andre Haslum Lynn Redgrave - Emily Huntford | 7 juni 2009     |  |
| Wanneer een echtpaar aan het eten is in het hotel waar zij verblijven, verdwijnt hun tweejarige dochter mysterieus tijdens een inbraak. Goren en Eames gaan op onderzoek uit en ontdekken dat een familielid die het echtpaar financieel onderhield overlijdt aan een hartziekte. Glasscherven en een gestolen sleutelkaart worden belangrijke bewijzen die hun leiden naar de inbreker, maar het kind vinden zij niet bij hem. Als er dan een eis voor losgeld binnen komt, lijkt dat iemand die dicht bij de familie bevindt misbruik maakte van de inbraak voor financieel gewin. Dan ontdekken de rechercheurs dat de ouders valse informatie hebben gegeven, er was geen kind bij hen in het hotel. Na deze schokkende feiten leren zij dat de instabiele moeder aan waanideeën leidt over de ongelukkige dood van hun dochter maanden eerder, en dat haar man haar conditie heeft uitgebuit om de financiële steun te behouden van zijn kinderloze maar rijke tante. |            |                       |                  |                               | |                 |  |
| 163 | 8          | The Glory That Was... | Norberto Barba   | Robert Nathan                 | Ritchie Coster - Jack Taylor Jess Weixler - Laura Green Pedro Pascal - Kevin 'Kip' Green Stephanie Szostak - Caroline Walters Bryan Scott Johnson - assistent-officier van justitie Lucas Robert LuPone - advocaat                                                         | 14 juni 2009    |  |
| Wanneer de rijke Belgische diplomate Caroline Walters vermoord wordt gevonden in Central Park gaan Nichols en Wheeler op onderzoek uit. Vlakbij wordt er nog een lichaam gevonden, het betreft een voormalige geheim agent die Caroline moest beschermen. Hun onderzoek begint op het Belgisch consulaat, daar ontmoeten zij de beveiligingsadviseur Jake Taylor. Jake had de geheim agent aangenomen voor de bescherming van Caroline. Het onderzoek zet zich voort in het onderzoeken van bedreigingen naar Caroline en ontdekken dan misschien een chantagezaak, zij vinden een dvd waarop Caroline de liefde bedrijft met een andere vrouw genaamd Laura Green. Zij ondervragen Laura en die beweert dat zij ook gechanteerd werd om de dvd. Maar al snel blijkt haar verhaal niet te kloppen en zij overleeft een aanslag, en nu denken de rechercheurs dat zij de moordenaar te pakken hebben, zij chanteerde Caroline en nu wil iemand haar ook dood hebben. De rechercheurs denken dat er nog iemand bij de zaak betrokken is. |            |                       |                  |                               | |                 |  |
| 164 | 9          | Family Values         | Jean de Segonzac | Walon Green Antoinette Stella | David Harbour - Paul Devildis Britt Robertson - Kathy Devildis Susan Misner - Mary Devildis Karen Ziemba - Vilma Joey Auzenne - Greg Phillips James Biberi - Al Petrosino                                                                                                  | 21 juni 2009    |  |
| Wanneer de vermoorde lichamen van een echtpaar worden gevonden in hun huis gaan Goren en Eames op onderzoek uit. De slachtoffers blijken brutaal vermoord te zijn door hamerslagen en hieruit blijkt dat er veel agressie is gebruikt. Tijdens hun onderzoek wordt er nog een moord gepleegd, een leraar wordt ook doodgeslagen met een hamer. Als later een bankdirecteur vermoord wordt door een pijpbom komen zij op het spoor van de dader. Zij denken dat Paul Devildis, een religieuze fanatiekeling, verantwoordelijk is voor de moorden. Later vermoordt hij ook zijn vrouw en hond, en Goren vermoedt dat de moeder van Paul de volgende is. Vlak bij het huis van de moeder kunnen de rechercheurs Paul net op tijd arresteren. Omdat de dochter van Paul vermist wordt moeten zij nu een list tegen Paul gebruiken zodat hij de verblijfplaats van zijn dochter vrijgeeft. |            |                       |                  |                               | |                 |  |
| 165 | 10         | Salome in Manhattan   | Steve Shill      | Andrew Lipsitz                | Shawn Hatosy - Larry Clay Eric Balfour - Max Goodwin Anthony 'Treach' Criss - Reginald X. Oldman Haviland Morris - mrs. Wellsley Alexandra Daddario - Lisa Wellesley Tyrone Mitchell Henderson - Peter Wellsley Liam Aiken - Jason                                         | 28 juni 2009    |  |
| Wanneer een vrouw onder mysterieuze omstandigheden vermoord wordt gaan Nichols en Wheeler op onderzoek uit. Zij was een zakenpartner van een beroemde chef-kok, die een trendy restaurant wilde openen. Onder de verdachten zitten een gevaarlijke zakenman in de hiphop scene en een wispelturige en mysterieuze tiener. Terwijl zij het leven van het slachtoffer verder onderzoeken, leren zij wie de werkelijke dader is. |            |                       |                  |                               | |                 |  |
| 166 | 11         | Lady's Man            | Ken Girotti      | Michael S. Chernuchin         | Raúl Esparza - Kevin Mulrooney John Rue - Harry Mulrooney Geneva Carr - Faith Yancy Jack Gwaltney - Boz Burnham Christy Pusz - Martha Burnham Frank Pando - Max | 28 juni 2009    |  |
| Wanneer het lichaam wordt gevonden van een vermoorde man gaan Goren en Eames op onderzoek uit. Het slachtoffer blijkt een ex-gevangene te zijn die zijn straf is ontlopen door een verkeerd behandelde rechtszaak. Na een optreden in een televisieshow werd hij op zijn verjaardag vermoord. Eames zat tien jaar geleden op de zaak van de moord op zijn vrouw. Nu moeten de rechercheurs gaan onderzoeken wie de moordenaar is van de moordenaar. |            |                       |                  |                               | |                 |  |
| 167 | 12         | Passion               | Jonathan Herron  | Michael S. Chernuchin         | Sarah Rafferty - Sandra Dunbar / Sandra O'Bannon Rufus Collins - John Dunbar Stephen Kunken - Don McCallum Damian Young - mr. Wetherly Will Chase - Jacob Garrety | 12 juli 2009    |  |
| Wanneer een vrouw vermoord wordt gevonden gaan Nichols en Wheeler op onderzoek uit. Het slachtoffer was de assistente en vriendin van de egocentrische dichter Jacob Garrety. Het onderzoek richt zich vooral op de rijke donateurs van een tijdschrift, waarin de dichter een aantal artikelen gepubliceerd had. Wanneer Jacob ook wordt vermoord, ontdekken de rechercheurs de dodelijke passie in de kunstwereld. |            |                       |                  |                               | |                 |  |
| 168 | 13         | All In                | David Manson     | Pamela Wechsler               | Aaron Stanford - Josh Snow Aleksa Palladino - Angela Boris McGiver - Lou Cardinale Robert Leeshock - Kip McGonagle Carolyn Baeumler - Helene McGonagle Harry O'Reilly - Frankie Martin                                                                                     | 19 juli 2009    |  |
| Wanneer pokerspeler Josh Snow $ 80.000 verliest in een pokerspel wordt hij gedwongen om voor een bookmaker te gaan werken. Hij moet bij mensen die bij de bookmaker een schuld hebben geld terug eisen. Op zijn eerste werkdag wordt hij samen met Angela, vriendin van de bookmaker, op pad gestuurd die hem in de gaten moet houden. Bij het eerste adres schiet hij met een losse flodder om zo dwang te zetten, hierdoor heeft hij zijn eerste $ 20.000 binnen gehaald. Op het tweede adres, bij Kip McGonagle, vuurt hij weer een losse flodder af. Zijn schrik is groot als blijkt dat hij nu een echte kogel af heeft gevuurd en Kip heeft doodgeschoten. Goren en Eames worden nu erbij geroepen en kennen Josh nog van een eerdere zaak. Zij moeten nu erachter zien te komen wie de kogel in het pistool heeft gedaan en waarom. |            |                       |                  |                               | |                 |  |
| 169 | 14         | Major Case            | Chris Zalla      | Andrew Lipsitz                | Dylan Baker - Henry Muller Laura Campbell - Grace Purefoy Allison Daugherty Smith - Karen Purefoy Stivi Paskoski - Justin Lennox Emily Wickersham - Ceci Madison Nancy Meyer - Gwen Madison                                                                                | 26 juli 2009    |  |
| Grace Purefoy wordt vermoord gevonden en Nichols en Eames, Wheeler is op zwangerschapsverlof, gaan op onderzoek uit. Zij ontdekken dat Grace drugs verkocht voor de drugsdealer Justin en dat zij hiermee wilde stoppen, hierop reageerde Justin met doodsbedreigingen naar haar toe. Na deze bedreigingen vluchtte zij de woning binnen van Henry Muller, een forensische wetenschapper die zij al van kinds af aan kent. Zij vertrouwt Henry volledig en neemt bij hem een douche. De rechercheurs vermoeden dat Henry haar na het douchen heeft vermoord uit seksuele frustraties. Nichols wil nu alles op alles zetten om deze theorie te bewijzen, ook als dit zijn baan kan kosten. |            |                       |                  |                               | |                 |  |
| 170 | 15         | Alpha Dog             | Norberto Barba   | Walon Green                   | Roger Rees - Duke DeGuerin Sarah Desage - Avia DeGuerin Nestor Serrano - Stanislav Bardum / Stash Sabine Singh - Amy Townsend Susan Blackwell - assistente van Amy Townsend Kamar De Los Reyes - Teru                                                                      | 2 augustus 2009 |  |
| Wanneer een populaire mannelijke model wordt vermoord gaan Goren en Eames op onderzoek uit. Het onderzoek leidt hen naar een ex-vrouw die bewijzen heeft verwijderd van de misdaadplek, een wraakgierige zakenman en een beveiligingsspecialist waarmee Eames heeft samengewerkt. |            |                       |                  |                               | |                 |  |
| 171 | 16         | Revolution            | John David Coles | Michael S. Chernuchin         | Stephen Lang - Axel Kaspers Tania Raymonde - Shelley Smith / Birgit Kaspers Deirdre Lovejoy - Carmen Martino John Rothman - Peter Evans Michael Pemberton - voorman scheepswerf Rob Devaney - Basil Bloom                                                                  | 9 augustus 2009 |  |
| Nu de banken omvallen en de publieke opinie tegen de overheid keert, denkt revolutionair Axel Kaspers dat de tijd rijp is voor actie. Met zijn volgelingen Birgit en Mel ontvoeren zij de bankdirecteur Peter Evans. Ondanks de zorgvuldige planning gaat de ontvoering fout, tijdens de carjacking wordt de ontvoering een moord. Nichols en Eames gaan op jacht naar Axel en zijn volgelingen. Tijdens de klopjacht komen zij bij een autobom, Axel en Birgit die de rest van hun groep vermoorden en als afleiding een bom op Wall Street. Ondertussen ontdekken de rechercheurs dat Birgit een dochter is van Axel. Terwijl Birgit materiaal verzamelt om een acetonperoxidebom te maken wordt Axel gearresteerd. De politie krijgt dan een melding van een gijzeling in een bank door Birgit. Zij dreigt de bank op te blazen totdat Axel vrijgelaten en op een vliegtuig naar Cuba gezet wordt. Nichols neemt Axel mee naar de bank en laat hem toegeven dat zijn liefde voor zijn dochter belangrijker is dan zijn ideologie. Op het moment dat Birgit dit ook realiseert en zichzelf wil overgeven wordt zij doodgeschoten door een sluipschutter. Zij valt door het schot tegen Nichols aan, wat de schakelaar van de bom activeert en de bom af laat gaan. Ondanks de ontploffing overleven de rechercheurs, Axel en de gijzelaars dit drama. |            |                       |                  |                               | |                 |  |